# Shecky Greene
Shecky Greene, all'anagrafe Sheldon Greenfield (Chicago, 8 aprile 1926 – Las Vegas, 31 dicembre 2023), è stato un comico statunitense.

## Biografia
Nato e cresciuto a Chicago, combatté nella Marina statunitense durante la Seconda guerra mondiale.
Inizialmente avrebbe voluto diventare un insegnante di ginnastica, ma in seguito decise di dedicarsi alla recitazione, lavorando presso il Prevue Lounge di New Orleans per sei anni. Da lì iniziò la sua carriera, che lo portò a viaggiare molto riuscendo ad affermarsi a Las Vegas negli anni cinquanta.
Prese parte anche ad alcuni film, tra i quali Splash - Una sirena a Manhattan.
Nel 2001 una serie di attacchi di panico lo indusse a interrompere la sua carriera, che poi riprese nel 2009.
Greene è morto il 31 dicembre 2023. Aveva 97 anni.

## Vita privata
Fu sposato dal 1972 al 1982 con la ballerina Nalani Kele. Nel 1985 passò a nuove nozze con Marie Musso. La coppia rimase unita fino alla morte dell'attore.

## Filmografia parziale
- L'investigatore (Tony Rome), regia di Gordon Douglas (1967)
- La macchina dell'amore (The Love Machine), regia di Jack Haley Jr. (1971)
- La pazza storia del mondo (History of the World: Part I), regia di Mel Brooks (1981)
- Splash - Una sirena a Manhattan (Splash), regia di Ron Howard (1984)